# ویدل (کالیفرنیا)

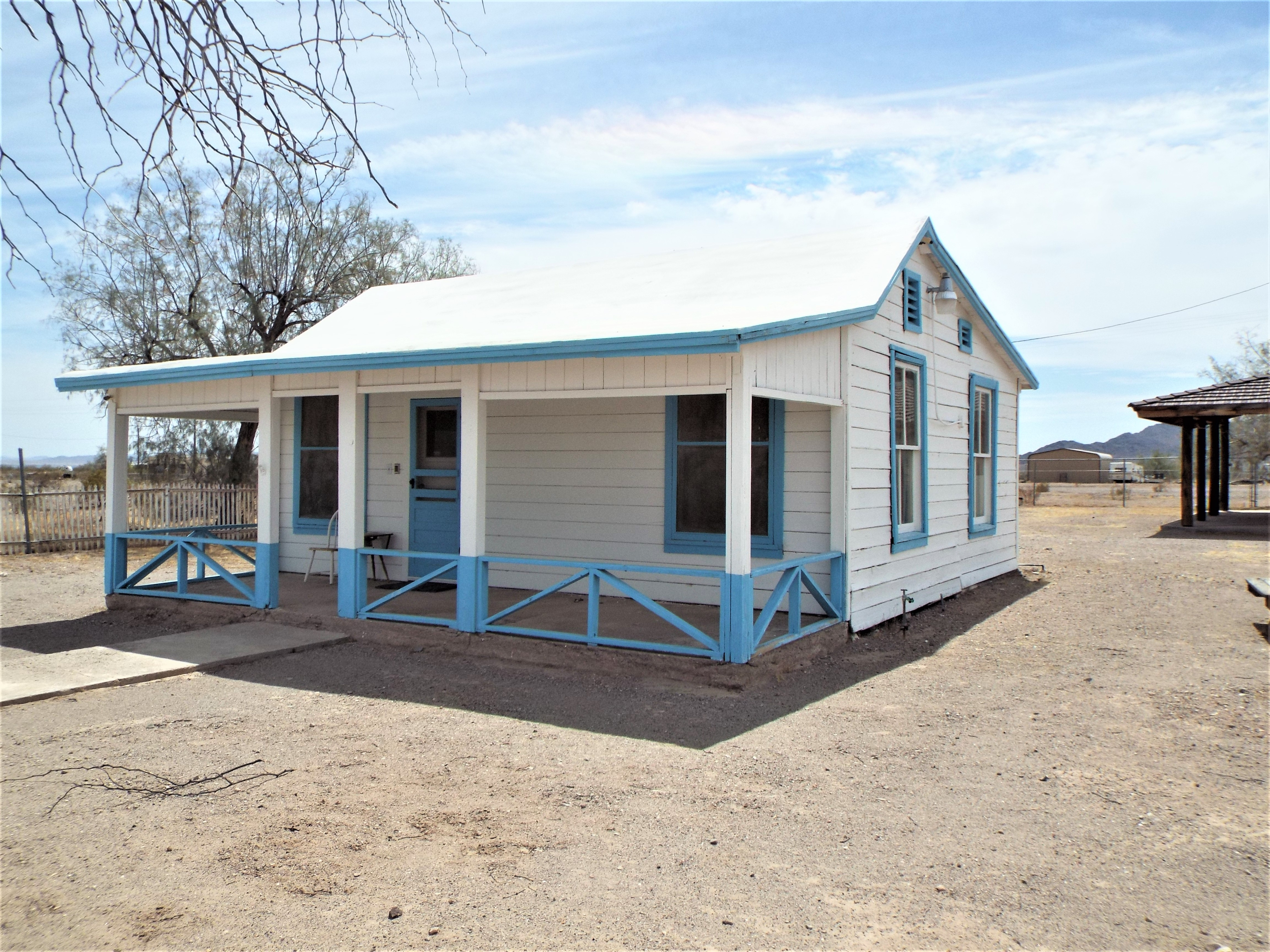
تصویر خانه ای در این منطقه

ویدل (به انگلیسی: Vidal) یک منطقهٔ مسکونی در ایالات متحده آمریکا است که در شهرستان سن برناردینو، کالیفرنیا واقع شده‌است. ویدل ۱۹۱ متر بالاتر از سطح دریا واقع شده‌است.